# Syrische Democratische Strijdkrachten
De Syrische Democratische Strijdkrachten (Kurmanji: Hêzên Sûriya Demokratîk, Arabisch: قوات سوريا الديمقراطية, Syrisch: Haylawotho d'Suriya Demoqratoyto), vaak afgekort tot SDF, is een militaire coalitie die actief is in de Syrische Burgeroorlog. De coalitie ontstond in oktober 2015 in het noordoosten van Syrië, en ontvangt militaire steun van de Verenigde Staten van Amerika. De SDF vecht voornamelijk tegen de Islamitische Staat (in Irak en de Levant) en tegen islamitische rebellengroepen als Jabhat Fateh al-Sham.

## Ontstaan van de SDF
Tijdens de Slag om Kobani hadden Syrisch-Koerdische strijders van de Volksbeschermingseenheden (YPG) samengewerkt met rebellen van het Vrije Syrische Leger (FSA) om Kobani te beschermen tegen een IS-offensief. Uit deze samenwerking, en de Amerikaanse luchtsteun aan de Koerdische YPG, groeide de SDF. De Amerikanen bewapenden de SDF, waaronder ook Arabische strijders van het Vrije Syrische Leger.
De oorspronkelijke milities die de SDF vormden waren als volgt:
- Volksbeschermingseenheden (YPG) - Koerdisch seculier.
- Vrouwelijke Volksbeschermingseenheden (YPJ) - Koerdisch seculier.
- Liwa Thuwar al-Raqqa (Raqqa Revolutionaire Front) – Arabisch, soennitisch.
- Jaysh al-Thuwar (Leger van de Revolutionairen) - multi-etnische groep (Koerden, Turkmenen en Arabieren).
- Syrische Militaire Raad - Christelijke groep bestaande uit etnische Arameeërs en Armeniërs.
- Jaysh al-Sanadid - Arabische groep opgericht door de Arabische stam Shammar.

## 2015: ontstaan en eerste operaties
Het eerste offensief van de SDF was het Al-Holoffensief (2015), gericht tegen het door IS gecontroleerde stadje Al-Hol aan de Syrische grens met Irak. Na wekenlange gevechten slaagden strijders van de SDF erin om met Amerikaanse luchtsteun Al-Hol en de omliggende dorpen in te nemen. Het succes van de operatie toonde de kracht van de SDF aan, en onderstreepte het feit dat de jonge coalitie zich verder kon gaan versterken.
In december 2015 begon de SDF een nieuw offensief tegen de strategisch belangrijke Tishrindam, een dam en verbindingsweg tussen de steden Raqqa, Manbij en Aleppo. Controle over de dam zou de SDF de mogelijkheid geven om de rivier de Eufraat over te steken, en zou de bewegingsvrijheid van IS bemoeilijken. Het offensief duurde twee weken en was een groot succes: er werd 640 km² aan grondgebied bevrijd, met meer dan 100 dorpen. De bezetting van de Tishrindam betekende ook dat de SDF een bruggenhoofd vestigde op de westelijke oever van de Eufraat.

## 2016: expansie en militaire groei
In februari 2016 begon de SDF het Al-Shadadioffensief, ten zuiden van de stad Al-Hasakah. Binnen enkele weken slaagden stijders van de SDF erin om een gebied van 2,400 km² te bevrijden. Het offensief werd ondersteund door Amerikaanse en Franse Special Forces. Na de bevrijding van Al-Shadadi kondigde de SDF aan dat zij ruim 2,400 km² had veroverd, waarbinnen zich meer dan 300 dorpen bevonden. Ook verschillende olievelden waren in handen van de SDF gekomen. De Arabische stammenmilitie Liwa Suqour al-Badiye sloot zich bij de SDF aan na de successen in Al-Shadadi.
In de zomer van 2016 begon de SDF een offensief tegen de stad Manbij, gelegen ten noordoosten van Aleppo op de westelijke oever van de rivier Eufraat. Manbij was door haar ligging nabij de Turkse grens een belangrijke doorvoerhaven voor wapens, strijders en geld voor IS. Toch lag de operatie tegen Manbij gevoelig. Buurland Turkije had al eerder gedreigd dat de Koerden de Eufraat niet over mochten steken, omdat het Turkse leger anders in zou grijpen. Toch gebeurde dit niet. Het Manbij offensief werd een groot succes: na wekenlange straatgevechten en bombardementen werden de stad en omliggende dorpen veroverd. Gezag in en rondom de stad werd overgedragen aan de Militaire Raad van Manbij (MMC), die door de SDF was opgericht om de stad te besturen. De Koerdische YPG en YPJ zouden zich uit Manbij terugtrekken om Turkse interventie te voorkomen. Lokale brigades - de Kataib Shams al-Shamal, de Bevrijding van de Eufraat Brigade en de Martelaren van Manbij Brigade - namen de controle over de stad over
In oktober 2016 werd bekend dat de Amerikaanse luchtmacht een militair vliegveld bouwde bij Rmelan, nabij de stad Al-Malikiyah in de provincie Hasakah. Tegelijkertijd kon de SDF rekenen op sterke groei. In 2016 sloten verschillende Arabische milities zich bij de SDF aan: Liwa Ahrar Raqqa, Kataib Furat Jarabulus, de Militaire Raad van Al-Bab, Liwa Shamal al-Demokrati en Harakat al-Nukhbat.
In november 2016 begon de SDF operatie Wraak van de Eufraat. De eerste fase van het offensief richtte zich op gebieden ten zuiden van de stad Ayn Issa, gelegen ten noorden van de stad Raqqa. Tussen 6 en 14 november 2016 bevrijdden strijders van de SDF in totaal 34 dorpen en een gebied van ongeveer  500 km². Tijdens de aanval werd onder andere het stadje Hishah ingenomen, en het strategisch belangrijke Tall Saman, de belangrijkste IS-basis ten noorden van de stad Raqqa. Na de bestorming van Tall Saman werd de eerste fase van het offensief afgesloten.
In december 2016 begon de SDF een grootschalige aanval op het westelijke platteland van Raqqa (fase II van het Wraak van het Eufraatoffensief). De aanval was bedoeld om Raqqa vanuit het westen te isoleren. Na een opmars van drie weken bereikte de SDF het Assadmeer, en stonden de strijders op 25 km van Raqqa. De tussenliggende dorpen werden een voor een veroverd. Er werden lokale bestuursraden opgericht om het bevrijde gebied te besturen.

## 2017: consolidatie, opmars naar en verovering van Raqqa

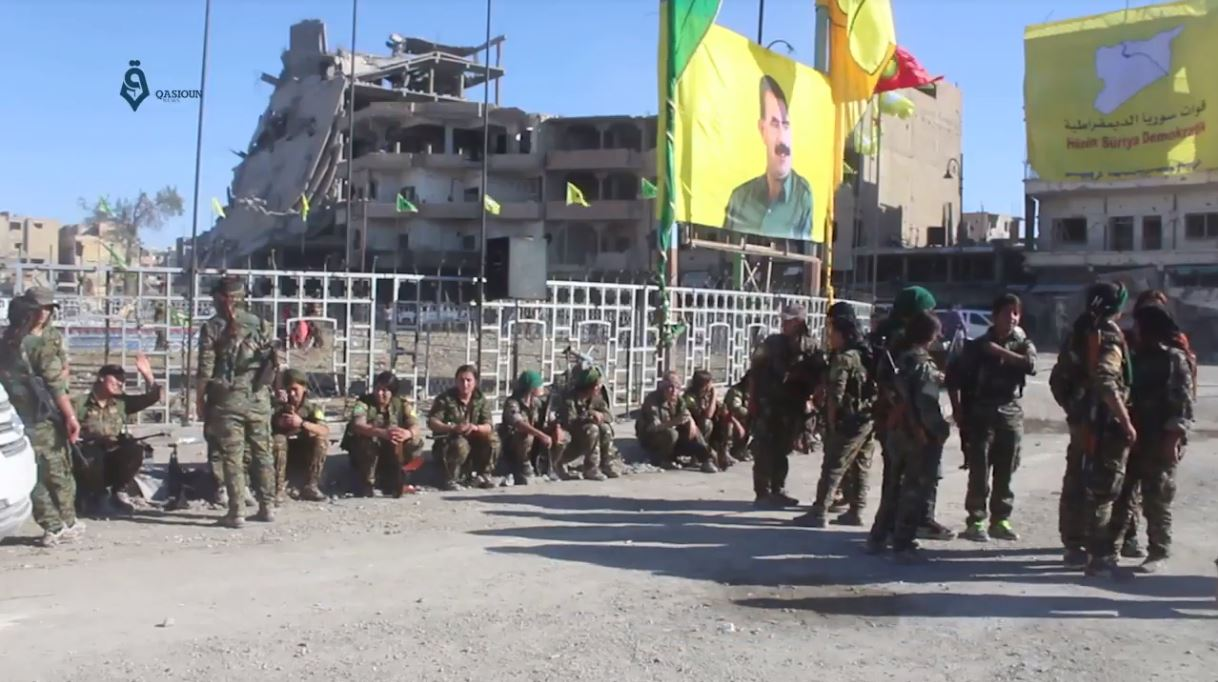
Syrische Democratische Strijdkrachten in Raqqa met het portret van PKK-leider Abdullah Öcalan en de SDF vlag.

In 2017 zette de SDF haar aanval op Raqqa voort. De SDF slaagde erin om het middeleeuwse kasteel Qal'at Ja'bar te bestormen, dat door IS was gebruikt als een militair depot. Na de verovering van Qal'at Ja'bar stootten troepen van de SDF door richting de belangrijke Tabqadam. De SDF stopte het offensief op 3 km van de dam, omdat de vrees bestond dat IS de dam op zou blazen, waardoor honderdduizenden Syriërs stroomafwaarts richting Raqqa in groot gevaar zouden komen.
In februari 2017 begon de SDF de derde fase van Wraak van de Eufraat, ditmaal ten oosten van Raqqa. Binnen enkele dagen trokken eenheden van de SDF op tot 6 km van de buitenwijken van Raqqa. Ruim 600 km werd op IS veroverd, terwijl westerse regeringsleiders verzekerden dat Raqqa binnen enkele weken grotendeels geïsoleerd zou worden van de buitenwereld. Een nieuwe militie van 3000 Arabische strijders, de Syrische Elitetroepen - onder leiding van de invloedrijke Ahmed Jarba - voegde zich formeel bij de SDF om deel te nemen aan het offensief.
Op 17 oktober 2017 werd Raqqa veroverd. De door de internationale coalitie en Nederland gesteunde SDF militia hesen hierbij een grote vlag met het portret van hun ideologische leider Abdullah Öcalan van de PKK op het Al-Naim-plein. PKK commandanten zoals SDF-hoofdcommandant Ferhat Abdi Şahin bekleden sleutelposities in Noord-Syrië.